# Roztoky (okres Rakovník)
Roztoky (Duits: Rostok bei Pürglitz of Rostok bei Bürglitz) is een Tsjechische gemeente in de regio Midden-Bohemen en maakt deel uit van het district Rakovník. Het dorp ligt ongeveer 13 km ten noordoosten van de stad Rakovník en 16 km ten noordwesten van Beroun.
Roztoky telt 1048 inwoners.

## Geografie

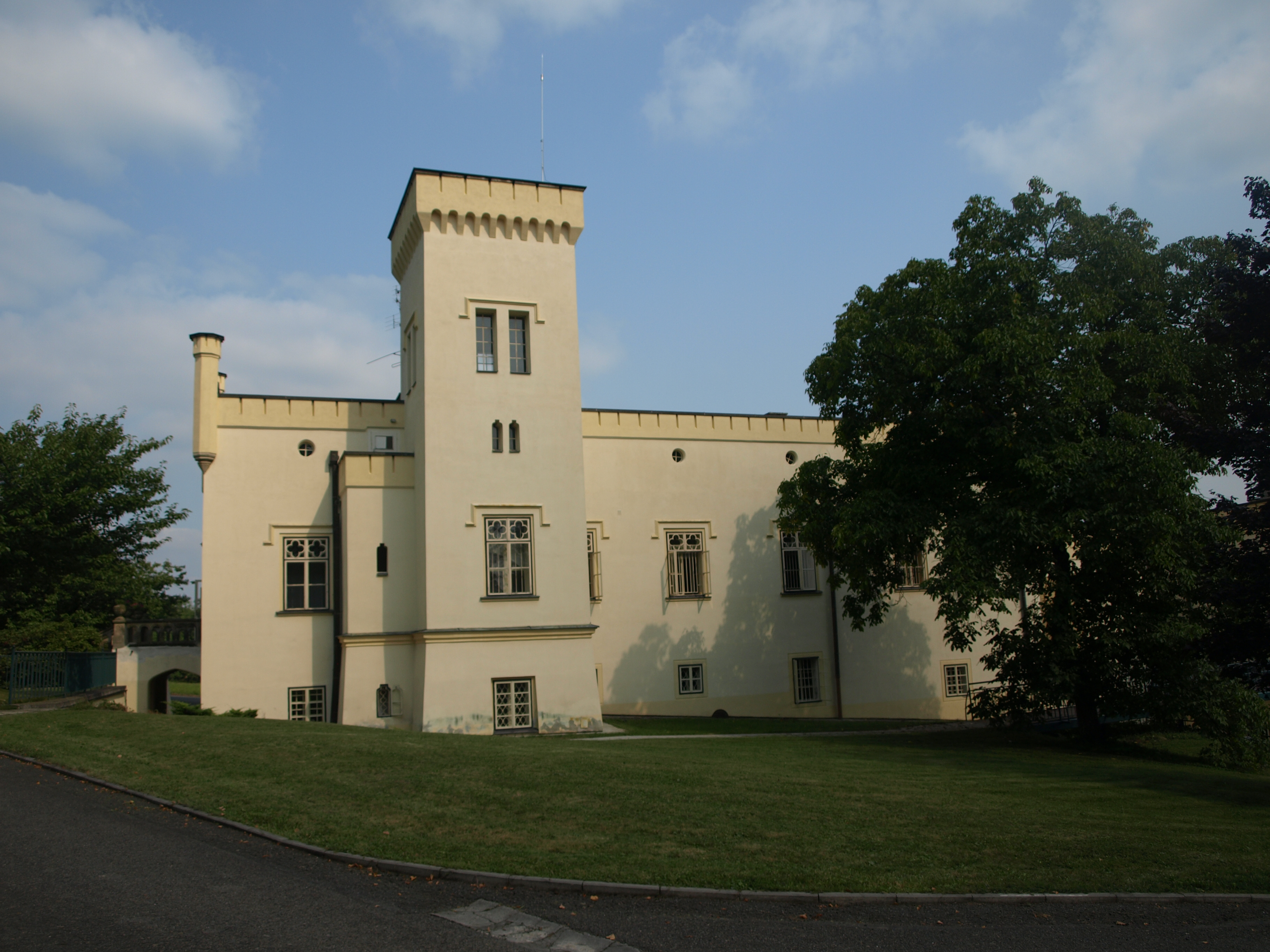
Kasteel Leontýn nabij Roztoky

Roztoky ligt op de rechteroever van de Berounka. Het dorp zelf ligt op een heuvel in de meander van de Berounka, tegenover Křivoklát. Het grondgebied van de gemeente beslaat één kadastraal gebied en is onderverdeeld in 4 dorpen: Roztoky, Leontýn, Karlov en Placanda. Ongeveer 3 kilometer ten zuidoosten van Roztoky staat Kasteel Leontýn. Karlov ligt op minder dan twee kilometer afstand, ten zuiden van Roztoky. Placanda ligt op minder dan een halve kilometer afstand, ten westen van Roztoky. Ten zuidoosten van Karlov ligt het gehucht Habrový Potok, op de kadastrale grens.
Roztoky ligt aan de noordkant van het nationale park Křivoklátsko. Op ongeveer één kilometer afstand, ten westen van het centrum, ligt een vallei genaamd Vallei van de Zonde (oorspronkelijk: Vallei van de Rook). Daar is tevens een oude nederzetting van zwervers uit de Eerste Republiek (1929) met blokhutten en totempalen te vinden.
Er zijn twee bruggen over de Berounka, een verkeersbrug en een spoorbrug. De hoogte van de Berounka bij de brug is 227 m.

## Geschiedenis
De eerste schriftelijke vermelding van het dorp dateert van 1406. In 1544 werd de ijzerfabriek gebouwd op de plaats van een molen die door een overstroming was verwoest. In 1824 bouwde prins Karel Egon II van Fürstenberg een nieuwe ijzerfabriek voor het smeden van ruwijzer. In die tijd was het ijzerfabriekscomplex van Fürstenberg een van de modernste bedrijven in Midden-Europa. De smeltovens werden in 1865 gesloten. Na de sluiting werd op de plaats van de ijzerfabriek een puddingfabriek met zes puddingovens gebouwd, evenals een plaat- en draadwalserij. De fabriek kreeg de naam Maria Anna Hütte.

## Voorzieningen
Er is een machinefabriek aan de noordkant van Roztoky en een zagerij bij het station. De medische regionale reddingsdienst heeft een oproeppost in het dorp. Ook is er een politiebureau van de Tsjechische politie in het dorp gevestigd. Ook is er een Alzheimerkliniek/verpleeghuis in het dorp gevestigd.

## Bezienswaardigheden

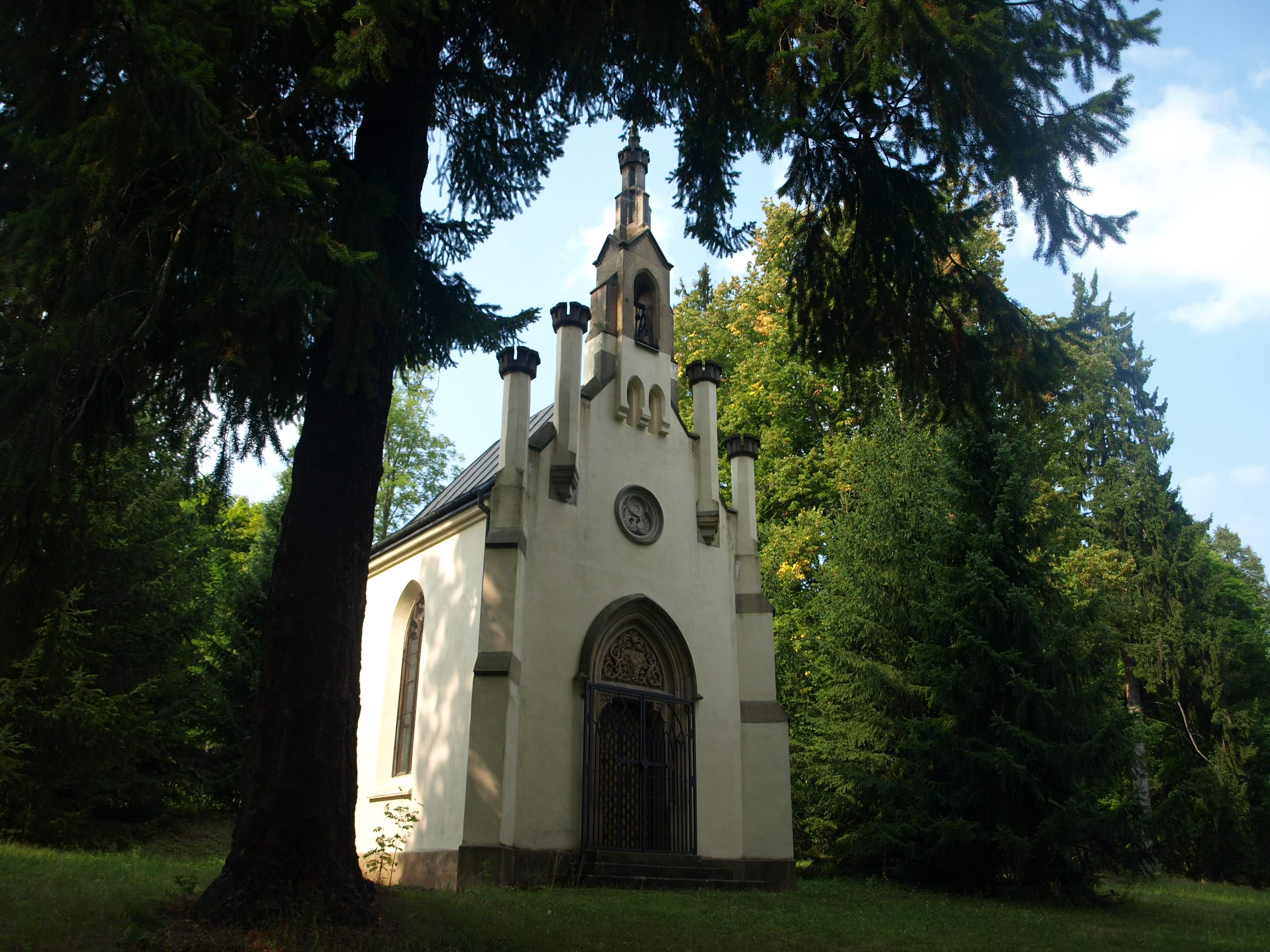
Kapel Leontýn nabij Roztoky

### Karlov Hof
In het centrum van het dorp Karlov ligt het Karlov Hof, gesticht in de jaren 1870 door Karel Egon I van Fürstenberg. Het hof is een gemeentelijk monument.

### Overige bezienswaardigheden
- Kapel Leontýn (vlakbij Roztoky)
- Natuurreservaat Rode Kruis
- Natuurreservaat U Eremita (bij het dorp Branov, maar dichtbij Roztoky)
- Kasteel Leontýn

## Verkeer en vervoer

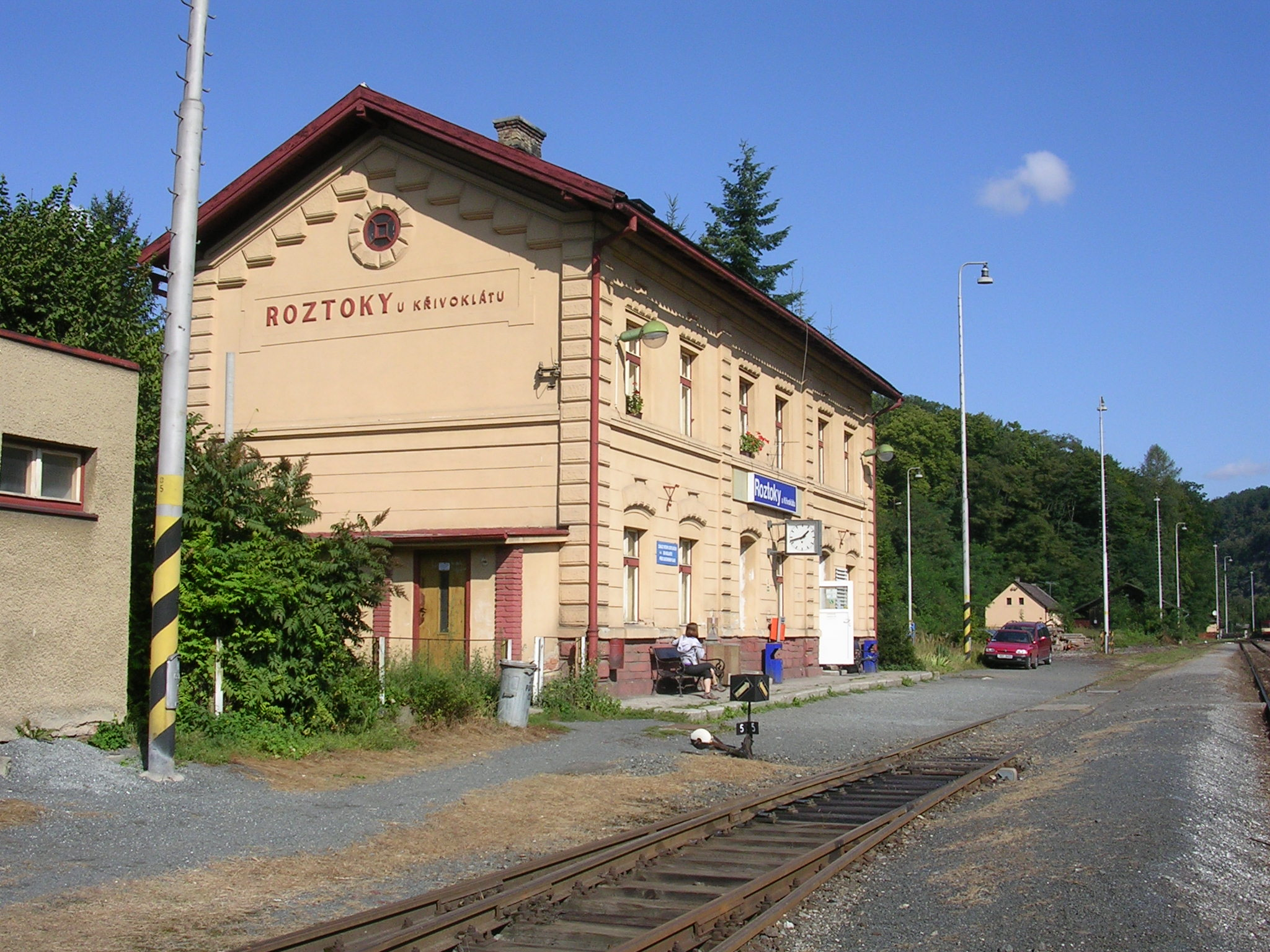
Station Roztoky u Křivoklát

### Autowegen
De regionale weg II/236 loopt door de gemeente en verbindt Slaný met Lány, Roztoky en Zdice.

### Spoorlijnen
Station Roztoky u Křivoklát ligt langs spoorlijn 174 van Beroun naar Rakovník. De lijn is een enkelsporige lijn waarop het vervoer in 1878 begon. Het station wordt tevens bediend door treinen van spoorlijn S75 van Pražská integrovaná doprava.

### Buslijnen
Er zijn 5 bushaltes in de gemeente, die op werkdagen worden bediend door de lijnen 577, 579 en 637 van Pražská integrovaná doprava. De lijnen verbinden alle dorpen binnen de gemeente met Rakovník, Křivoklát, Beroun, Kublov, Branov en Nezabudice.

## Galerij

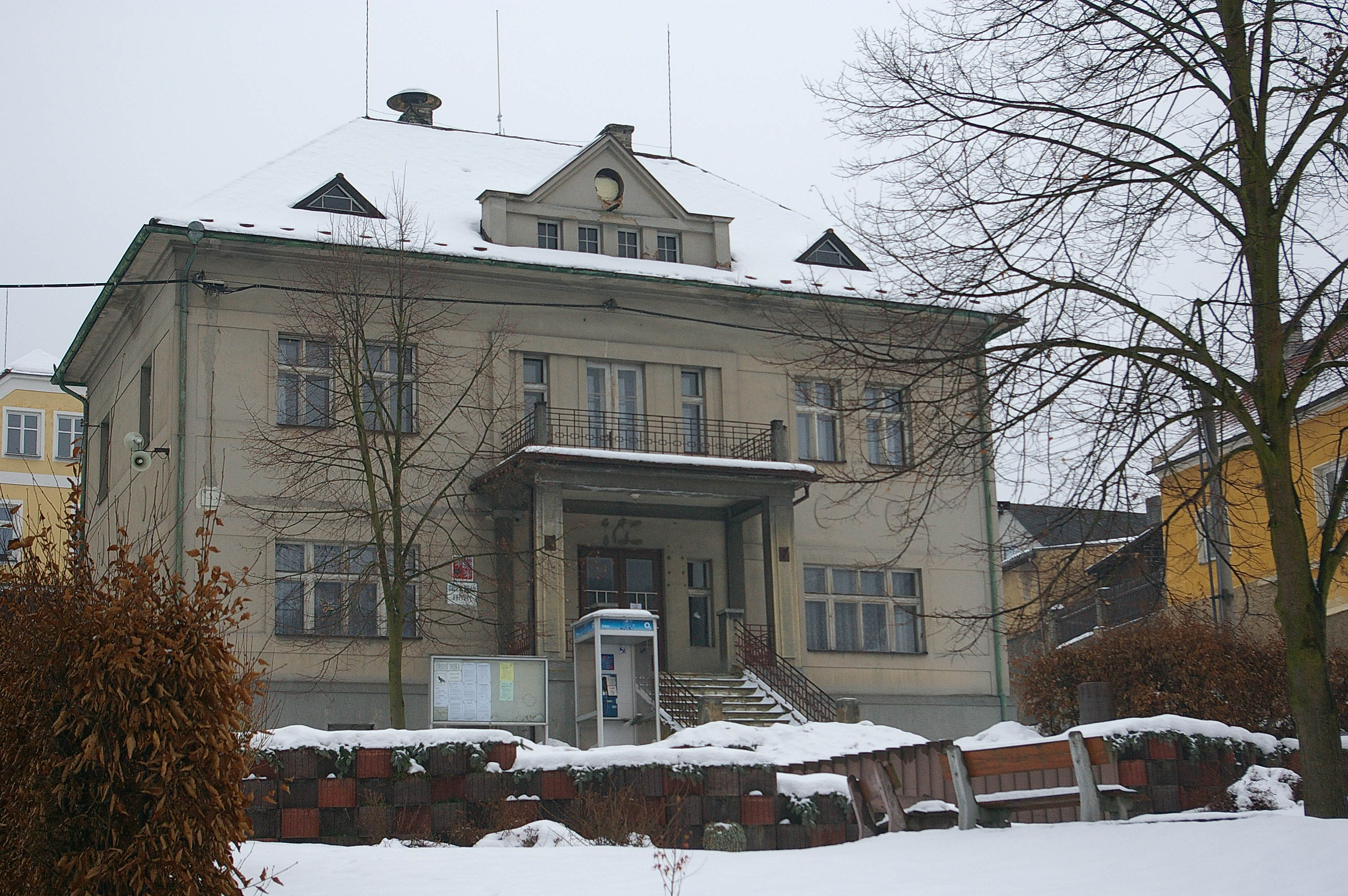
Gemeentehuis
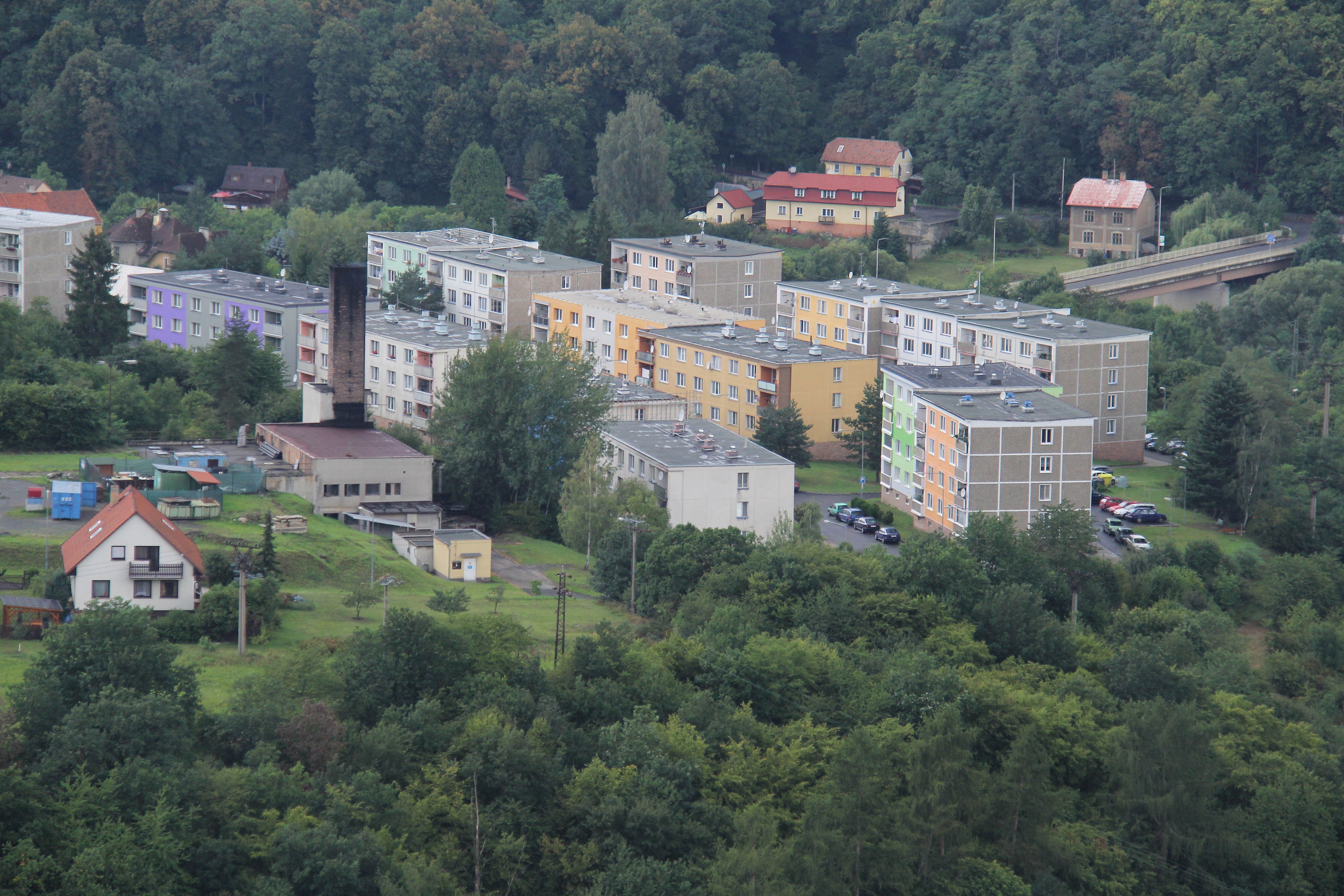
Appartementsgebouwen in Roztoky
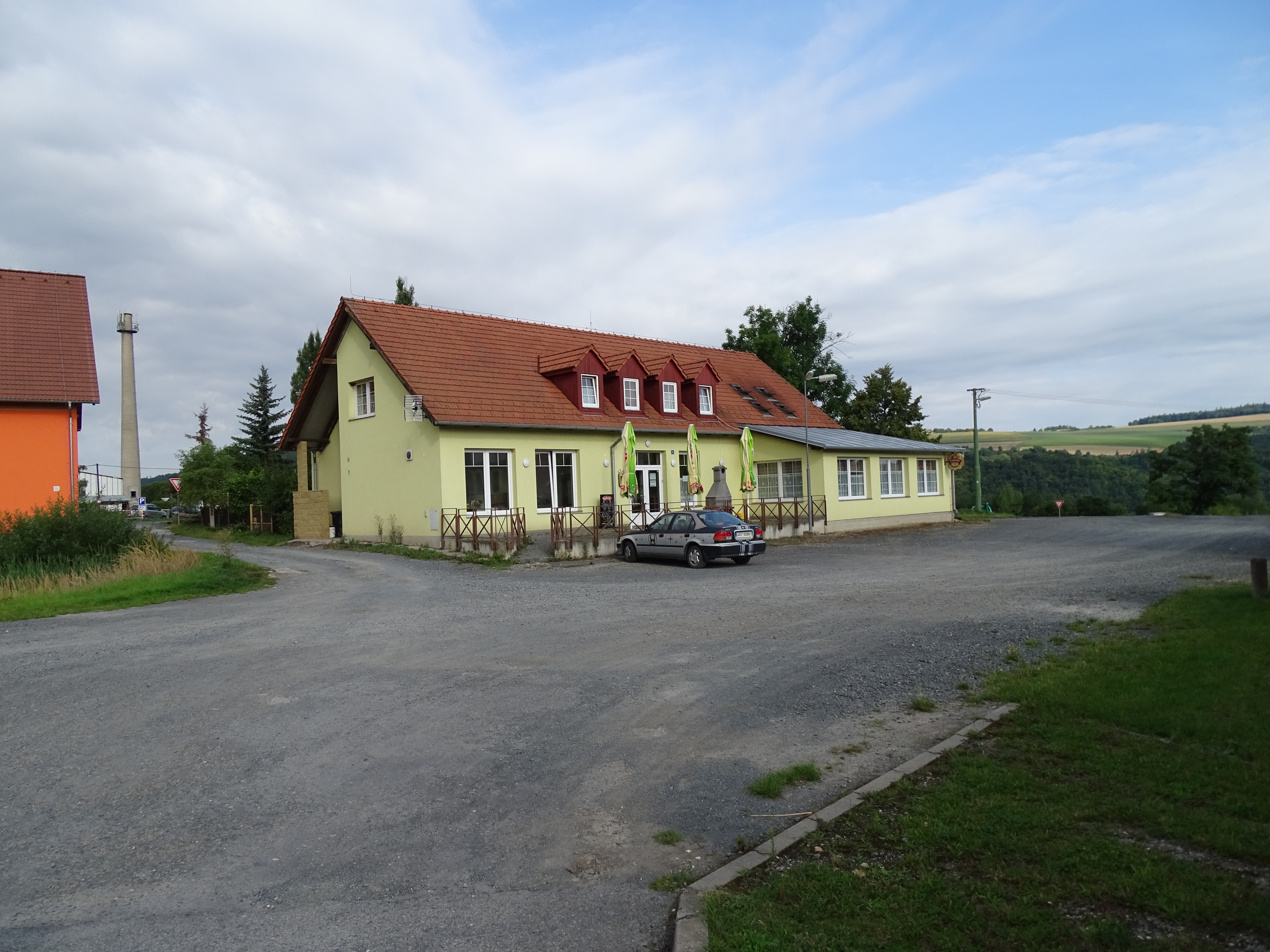
Restaurant in Roztoky
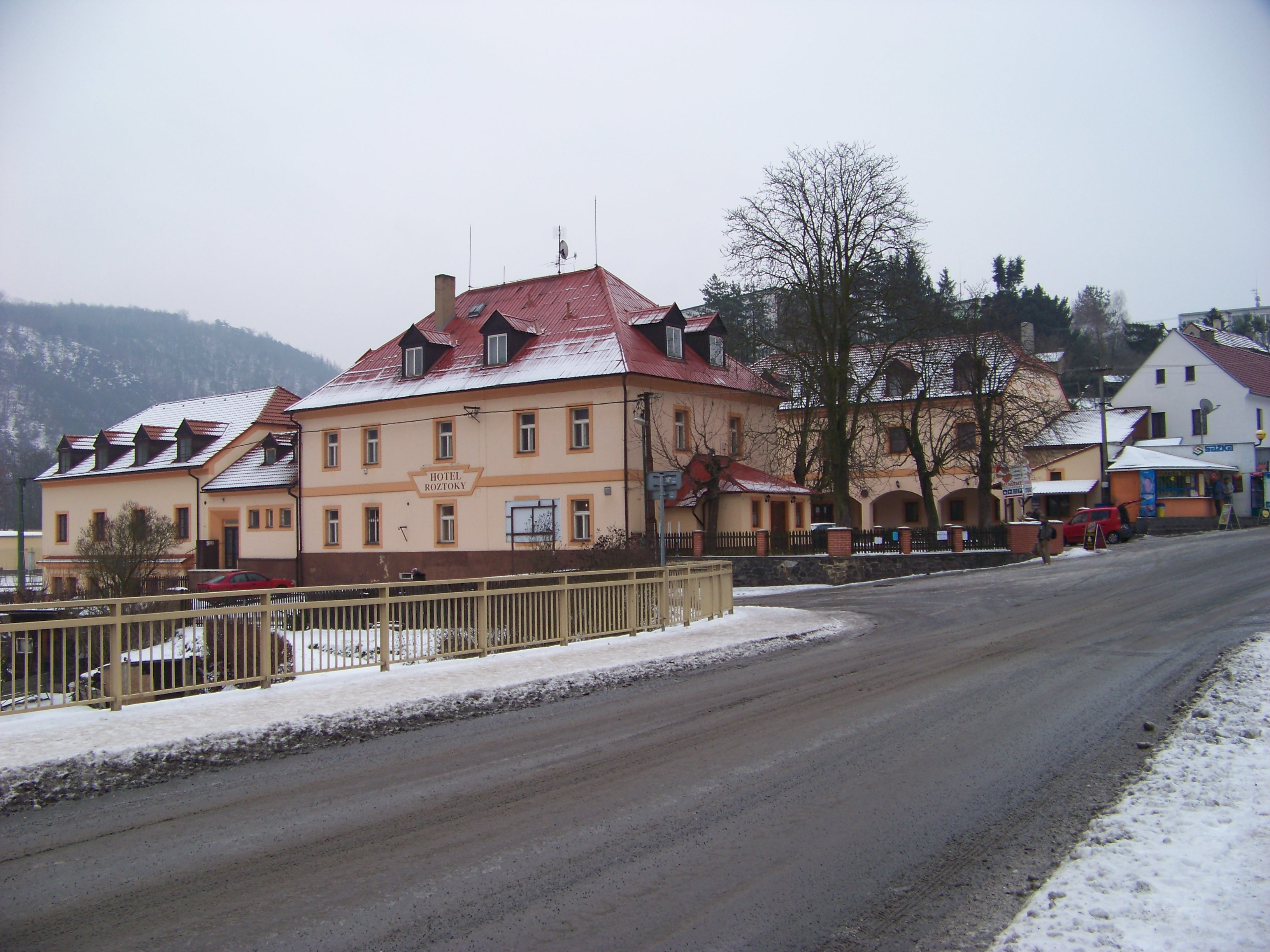
Hotel Roztoky, gezien vanaf de brug
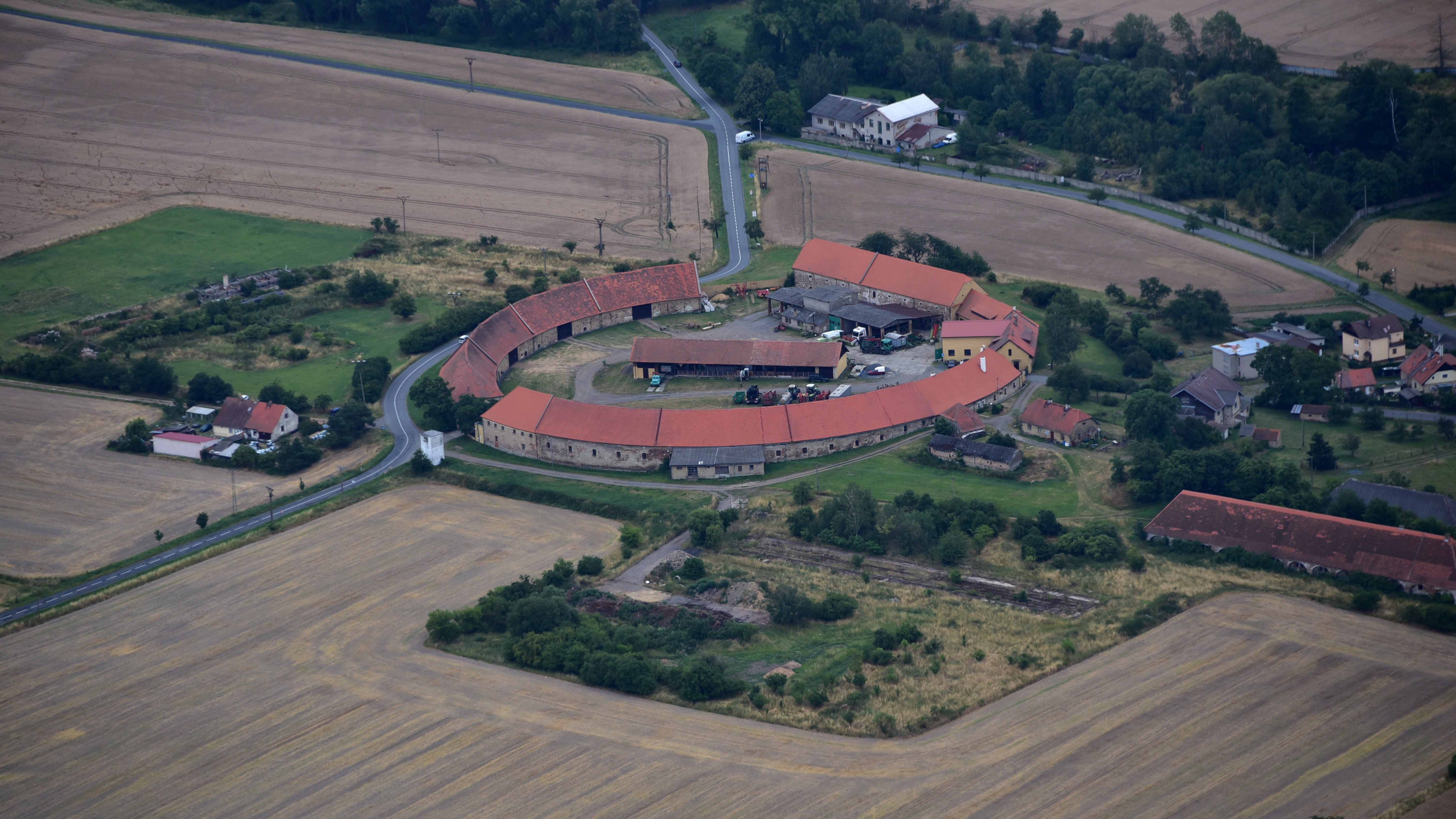
Luchtfoto van Karlov